# Accotement stabilisé
Un accotement stabilisé est, sur le plan géométrique, la partie roulable d’un accotement, ou sur le plan structurel, la partie de l’accotement sur laquelle a été réalisée une opération de stabilisation.
Ce terme est employé avec la même signification dans l’ensemble des pays francophones. 
Lorsque la stabilisation de l’accotement est faite dans la perspective de faire une bande d’arrêt pour les véhicules, l’accotement stabilisé est alors dénommé bande dérasée, dans le vocabulaire de technique de la route.

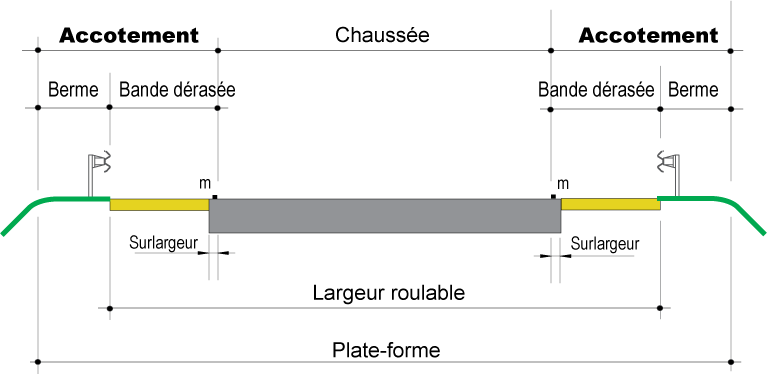
Accotement de rase-campagne avec bande dérasée.

Au Québec le terme « accotement stabilisé » englobe ce qui est appelé en Europe francophone bande d'arrêt d'urgence, dans le cas d'une route à chaussées séparées (une autoroute, par exemple), et bande d'arrêt ou bande dérasée, dans le cas d'une route à chaussée unique.

## Intérêt de la stabilisation

### Une protection du corps de chaussée des eaux de ruissellement de surface
L’eau est le pire ennemi des chaussées. L’eau s’infiltrant sur un accotement enherbé peut percoler jusqu’à la chaussée et contribuer à la déstabiliser. Celle-ci se déforme, des fissures apparaissent et l'eau s'infiltre au travers de ces fissures, contribuant à ruiner définitivement la chaussée. Ainsi la stabilisation de l'accotement apporte une étanchéification de surface empêchant l'eau de pénétrer en profondeur.

### Une bonne butée latérale
L'accotement stabilisé forme une structure solide constituant une butée latérale au corps de chaussée et contribue à maintenir une certaine cohésion de celui-ci.

### La sécurité des usagers
Si le traitement de surface est correctement réalisé, les véhicules peuvent procéder à des manœuvres d'évitement ou de stationnement d'urgence. L'accotement stabilisé contribue ainsi fortement à améliorer la sécurité routière.

## L’opération de stabilisation
La stabilisation est une opération consistant à modifier les caractéristiques du sol de manière à l'amener à un état définitif de stabilité afin de lui donner une résistance durable à l’action de l'eau ou du gel. 
La stabilisation peut être soit mécanique (modification de la granulométrie, arrosage, séchage, compactage), soit chimique par incorporation de liant (ciment, émulsion de bitume, chaux).
Les méthodes peuvent varier selon les pays en fonction de la nature des sols d'accotements et surtout des conditions climatiques. Le nombre de journées de gel et la profondeur de gel sont des paramètres dimensionnants, au même titre qu'ils le sont pour dimensionner les chaussées.